# Jetix
Jetix je bio televizijski program u vlasništvu The Walt Disney Company, prijašnjeg naziva Fox Kids. Emitirao je zabavne i edukativne crtane i igrane serije.
Bio je prisutan u 60-ak zemalja na svijetu i lokaliziran je na više od 19 jezika.
Neke od popularnih emisija:
- Hannah Montana
- W.I.T.C.H.
- World of Quest
- Galactik Football
- H2O: Just Add Water
- Iggy Arbuckle
- Iron Man
- LazyTown
- Monster Buster Club
- Naruto
- Pokemon
- Power Rangers
- Pucca
- Spiderman
- Team Galaxy
- Fantastic Four
- Totally Spies!
- Transformers Animated
- What's with Andy?
- X-Men
- The Incredible Hulk

## Prodaja i zamjena kanala
Tijekom 2009. godine postupno je ugašen u cijeloj Europi nakon prodaje The Walt Disney Companyu, pa tako i Hrvatskoj.
Kanal koji je zamijenio Jetix je Disney XD.

## Vanjske poveznice
- Službena stranica The Walt Disney Company
- Službena stranica Jetix Europe